# DKW F91
De DKW F91 was een personenauto van Auto Union die werd verkocht onder de naam DKW "Sonderklasse".   

## Geschiedenis
De DKW F91 werd in maart 1953 voorgesteld op de Internationale Automobilausstellung in Frankfurt en kwam grotendeels overeen met de DKW F9 die was gepland voor 1940. Terwijl zijn voorganger, de DKW F89, in tegenstelling tot de IFA F9 nog steeds werd aangedreven door de tweecilindermotor van de DKW F8 (vandaar DKW F8-9), had de F91 een driecilindermotor, vandaar DKW F9-1. 

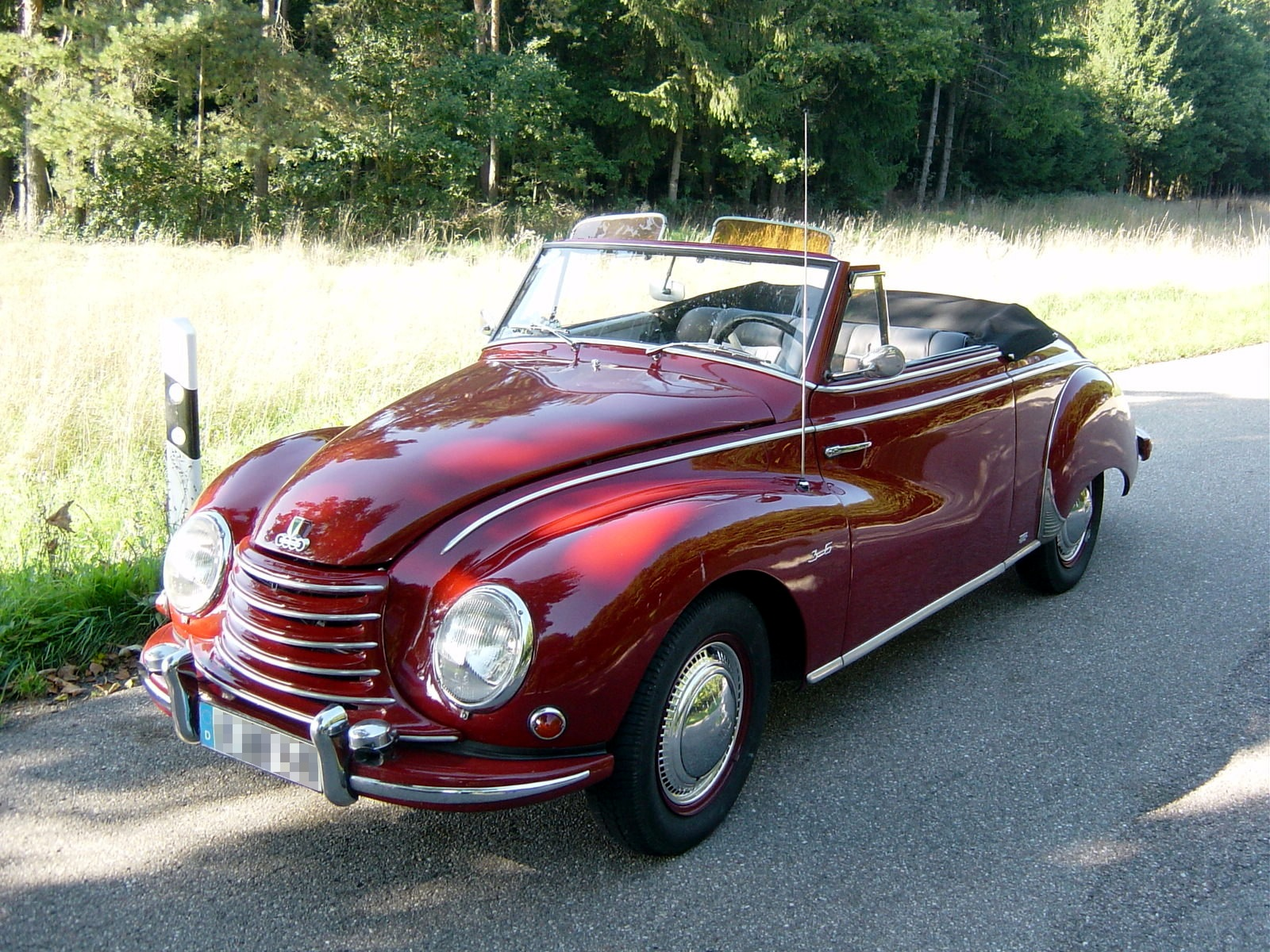
DKW F91 Sonderklasse Cabriolet

Van maart 1953 tot september 1955 werden 57.407 sedan en coupé's geproduceerd in Düsseldorf, aanvullend produceerde Karmann 1.550 cabriolets voor twee en vier personen. Van de combi Universal, die tot juni 1957 werd geproduceerd, verschenen 15.193 exemplaren. 

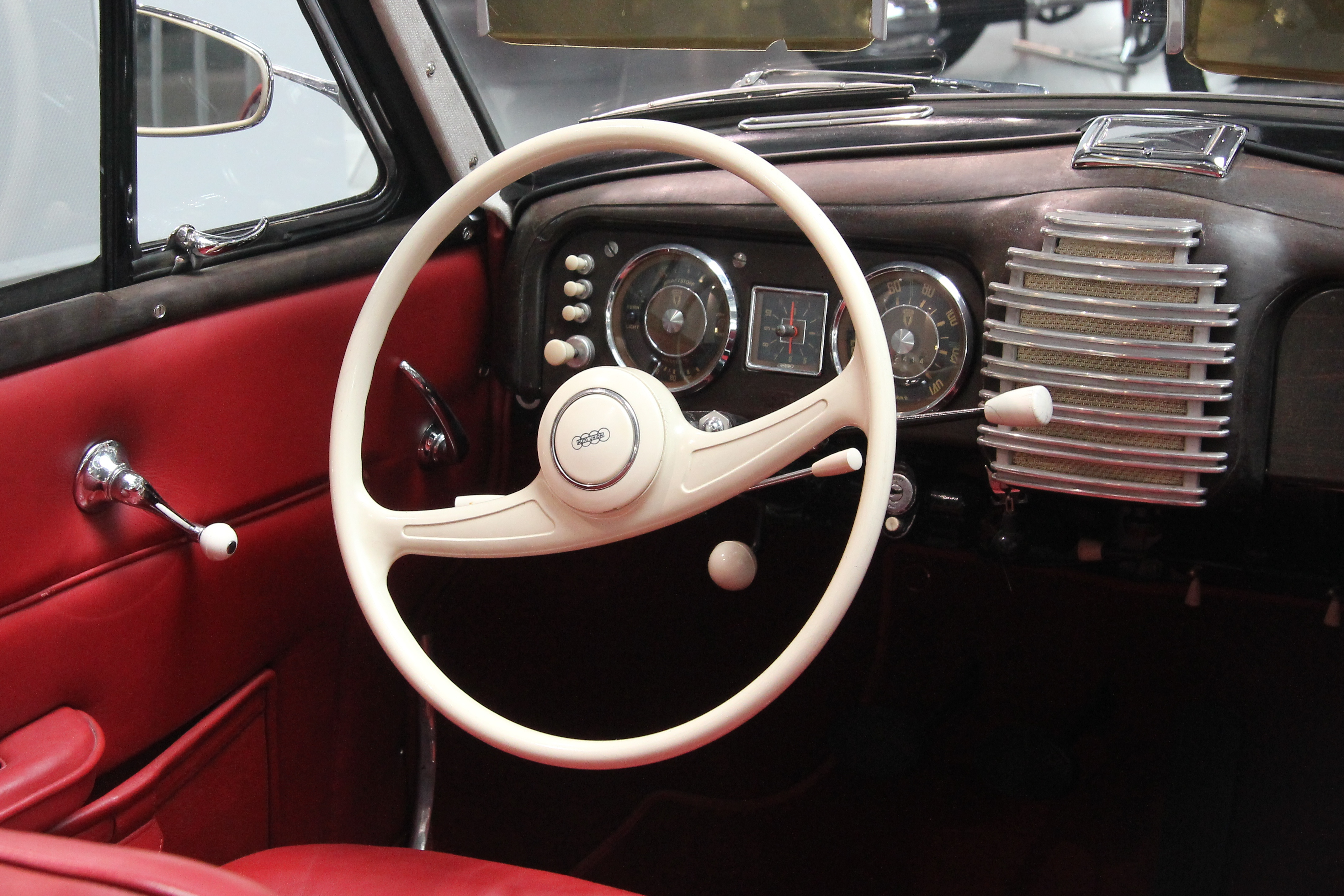
Met stuurschakeling

Van de F89 "Meisterklasse" met een dwars voorin gemonteerde tweecilinder tweetaktmotor onderscheidde de F91 zich voornamelijk door een vóór de vooras in lengterichting geplaatste driecilindermotor met 897 cc cilinderinhoud en 34 pk (25 kW) en een nieuwe versnellingsbak achter de vooras met stuurversnelling in plaats van de krukversnelling op het dashboard. Zoals voorheen was het een tweetaktmotor met omkeerspoeling en een gedeeltelijk gesynchroniseerde versnellingsbak (2e en 3e versnelling). Bovendien was er weer de vrijloop, typisch voor DKW. Net als bij de Meisterklasse zat de radiateur achter de motor en niet aan de voorkant achter de grille. Nieuw waren de schuingeplaatste telescopische schokdempers op de achteras. 
Uiterlijk verschilde de Sonderklasse van zijn voorganger door een grille met (slechts) vijf in plaats van negen dwarsbalken. Vanaf 1954 was de F91 ook beschikbaar als een vierzits coupé met een panoramische achterruit, zoals al te zien was op de IAA in 1953. De coupé had volledig verzinkbare zijruiten aan de voor- en achterzijde en geen B-stijl ("hardtop coupé"). 
De reclame van de fabrikant benadrukte het grootlichtsignaal, de brandstofmeter en het automatisch inschakelen van de binnenverlichting wanneer de rechter deur werd geopend als speciale uitrustingsdetails. De reclame beloofde van de driecilinder tweetaktmotor de soepelheid en trillingsvrijheid van een zescilinder viertaktmotor, die ook bijna werd bereikt. Het standaardverbruik volgens DIN 70030 (met constant driekwart van de topsnelheid maar maximaal 110 km/u op een vlakke route) was met 7,8 liter op 100 kilometer relatief laag.
Modellen voor 1945:
Type P · 
4=8 (V 800/V 1000/Sonderklasse/Schwebeklasse) · 
F1 · 
F2 · 
F4 · 
F5 · 
F7 · 
F8 · 
F9 (prototype)
Modellen na 1945:
F10 · 
Meisterklasse (F89) · 
Sonderklasse (F91) · 
3=6 (F93/94) · 
Monza · 
Junior · 
F11/F12 · 
F102
Terrein- en bedrijfswagens:
Munga (F91/4) · 
DKW Schnellaster · 
DKW F 1000 L
Merknaam Auto Union:
1000 · 
1000 Sp
Afgeleide modellen:
IFA F8 · 
IFA F9 · 
Audi F103